# كارول النجار
كارول النجار شاعرة ومؤرخة تصوير ورسامة. وهي من المساهمين المنتظمين في فتحة العدسة، وتايم لايت بوكس، ومنذ عام 2014 تعمل كمحرر سلسلة لسلسلة صور ماغنوم ليغاسي السيرة الذاتية. كتبت السير الذاتية للمصورين جورج رودجر ورنر بيشوف وديفيد سيمور. كانت الشريك المؤسس ومحرر المشاريع الخاصة في بيكسل بريس من 1999-2006. ولدت في مصر، وتقسم وقتها حاليًا بين نيويورك وباريس.

## المنشورات

### كتب التصوير
- شاول ليتر: في غرفتي (ستيدل، 2017). مقال رئيسي
- هنري كارتييه بريسون: مقابلات 1956-1998 (فتحة العدسة، ربيع 2017)
- كتاب صور ماغنوم: كتالوج مسبب (فايدون، 2017). شارك في التأليف مع فريد ريتشين
- إيف أرنولد، سيرة ذاتية مصورة (2015، ماغنوم) محرر سلسلة.
- بروس ديفيدسون، سيرة ذاتية مصورة (2017، ماغنوم) محرر سلسلة.
- برونو باربي: ممرات (لا مارتينيير، 2015) (شركة بكين المتحدة للنشر، 2017)
- دينيس ستوك: الوقت في صالحنا (بريستل، 2015)
- ديفيد سيمور: حياة شيم (إصدارات كونتريجور، 2014)
- أطفال شيم الحرب (طبعات أمبراج، 2013)
- كريستر سترومهولم: الممرات والتحولات (ماكس ستروم، 2013)
- ديفيد سيمور (فوتوبوتشي، ديلبير / أكتيس سود، خريف 2011)
- الحقيبة المكسيكية، كتالوج ستيدل، خريف 2011) مقال عن ريبورتاج تشيملعام 1936 لم يُنشر أبدًا بعنوان السكان الأصليون النظاميون: تاريخ منسي
- ماغنوم: جهات الاتصال ( التايمز وهدسون، أكتوبر 2011) مقالات عن اثنتين من أوراق اتصال تشيم.
- فيرنر بيشوف: يوميات الطريق ( طبعات، ديلبير، 2008)
- جورج رودجر، مغامر في التصوير الفوتوغرافي (مطبعة جامعة سيراكيوز، 2003) [9]
- المكسيك عبر عيون أجنبية (دبليو دبليو نورتون، 1992)

### شِعر
- رحلة إلى كيوتو (بيكسل برس، 2015)
- هايكو دي نوي (كتب دوبين، 2015)
- أوكييو إي، صور لعالم عائم (مرسم إكيس، 2005)
- سيتي دو سانغ / لو بين (فانلاك الناشرين، 1988)
- مصر ( فوتيل الناشرين، 1979)
- ضوء الليل (بورداس، 1979)
- إن بلانك (A / Z الناشرين، 1975)

## المعارض برعاية
- مساهم في معرض ماغنوم التناظرية الانتعاش ، باريس (2017)
- أطفال شيم: المجر، 1948 بودابست (2016)
- تشيم في المكسيك: اتصال غامبوا، 1936-1939 مكسيكو سيتي (2010-2011)
- مطاردة الحلم الأمم المتحدة، نيويورك (2005)
- لين سيج: العلم الأمريكي نيويورك (2005)
- جورج رودجر في الحرب أوروبا واليابان وتايوان (2004)
- جون بيرغر: رسومات نيويورك (1994-1995)
- جون بيرغر: صور فوتوغرافية ونصوص نيويورك (1994-1995)
- المكسيك بعيون أجنبية الولايات المتحدة، المكسيك (1993-1996)
- هانا ايفرسون، صور فوتوغرافية مكسيكو سيتي (1995)
- جورج رودجر: في أفريقيا غرونوبل (1985)
- بينالي باريس: التصوير الفوتوغرافي باريس (1982).
- وثائق عن الأقليات ، نيويورك (1982)
- كريستيان بولتانسكي لوبلين (1978)
- أنيت ميساجر (1978)

## الأوسمة والجوائز
- القائمة المختصرة لجائزة الكتاب التاريخي، ريكونترس دي ارلايس (2017)
- عضو، مجموعة أوراكل لأمناء التصوير (2016)
- منحة أنسل آدمز، مركز التصوير الإبداعي (ربيع 2010)
- صندوق بول ستراند / فيرجينيا ستيفنز (ربيع 2009)
- مؤسسة لا كايكسا، لجنة تحكيم الجوائز الوثائقية (2000، 2001)
- بذور السلام، فنان مقيم (1999)
- منحة مؤسسة صموئيل روبين (1994)
- مستشار، المركز الدولي للتصوير الفوتوغرافي جوائز إنفينيتي (1995)
- مجلس برونكس للفنون والحاصل على المنحة والفنان المقيم (1994)
- جائزة الضوء الذهبي لورش عمل مين للتصوير الفوتوغرافي، أفضل كتاب في تاريخ التصوير الفوتوغرافي للمكسيك بعيون أجنبية (1993)
- محلف، جائزة الأم جونز للتصوير الوثائقي، (1990)
- منحة الكاتب، المركز الوطني الفرنسي للأدب (1987، 1981)
- جورور، الجائزة الكبرى الوطنية للتصوير الفوتوغرافي (1983-1986) جوائز لروبرت دويسنو وويليام كلاين وأندريه كيرتس.
- مؤسس مشارك، بينالي دي لا فوتوغرافي، متحف الفن الحديث في مدينة باريس (1989)
- عضو الرابطة الدولية لنقاد الفن (1977 حتى الآن)